# Erigone crosbyi
Erigone crosbyi là một loài nhện trong họ Linyphiidae.
Loài này thuộc chi Erigone. Erigone crosbyi được Ehrenfried Schenkel-Haas miêu tả năm 1950.